# Луговський Борис Львович
Бори́с Льво́вич Луго́вський (12 травня 1898 — † жовтень 1937?) — український етнограф, відомий чернігівський краєзнавець.

## Життєпис
Народився 12 травня 1898 р. у Тобольську в сім'ї літератора, журналіста і краєзнавця Льва Євграфовича Луговського, який походив з Чернігівщини, навчався у Петербурзькому університеті й за участь у народовольському русі був засланий до Сибіру. Відбувши термін покарання, Л. Є. Луговський назавжди залишився у Тобольську, служив у тамтешніх губернських установах, плідно займався краєзнавством, літературною творчістю, публіцистикою. Він секретарював у Тобольському губернському статистичному комітеті, редагував неофіційну частину «Тобольских губернских ведомостей», був одним із засновників і співробітників Тобольського губернського музею.
Після смерті батька був відправлений до Чернігова, де закінчив реальне училище. Також навчався у Петербурзі та історико-філологічному факультеті Київського університету.
Закінчив Чернігівський інститут народної освіти. Один із фундаторів Чернігівського наукового товариства — провідного краєзнавчого осередку регіону, створеного у 1920 р., секретар, згодом голова його етнографічної секції. Прагнув залучити до співробітництва сільських учителів, створити в їхньому середовищі мережу кореспондентів.
Влітку 1924 р. виступив на губернських педкурсах з інструктивною доповіддю «Репертуар та побут професійних співців і картковий облік», а також розповсюдив серед слухачів близько тисячі спеціально розроблених анкет і термінологічних карток. Починання місцевих дослідників схвалив і підтримав під час відвідин Чернігова в липні того ж таки 1924 р. академік М. Грушевський.
У січні 1924 р. Б. Л. Луговського було призначено на посаду вченого секретаря Чернігівського державного музею, а восени 1927 р. — завідувача етнографічного відділу.
У 1930 р. він видав путівник по експозиції музею під назвою «Кераміка Чернігівщини», в якому схарактеризував пам'ятки гончарства, що походили з різних куточків регіону. Втім, за умов розгорнутого компартійною владою «наступу соціалізму по усьому фронту» над Чернігівським державним музеєм почали збиратися хмари — його співробітникам інкримінували «відірваність від сучасного соціалістичного будівництва». Замість звільненого з посади директора М. Г. Вайнштейна музей очолила член партії Ф. В. Нефедова, яка у 1932 р. під виглядом «раціоналізації» фактично вигнала Б. Л. Луговського з роботи.
Незважаючи на це, восени 1932 р. Б. Л. Луговському пощастило вступити до аспірантури Українського інституту історії матеріальної культури НКО УСРР у Харкові, пізніше перейменованого в Український науково-досліднийінститут української культури. Але у грудні 1933 р. його було виключено з аспірантури «за примиренське ставлення до класово-ворожих елементів <…>, за цілковите ігнорування громадсько-політичної роботи». А далі — суцільне «ходіння по муках»: реєстратор, згодом експедитор Харківського монтажно-технічного тресту (1934), помічник завідувача Путивльського музею (1934—1936), помічник контролера Чернігівського міського бюро Союздрук (1937). З останнього місця роботи Б. Л. Луговського було звільнено 27 липня 1937 р. «ввиду отсутствия должностной единицы по жалобам».
Заарештован органами НКВС 19 серпня 1937 р. Йому були висунуті обвинувачення за статтями 54-2 та 54-11 Кримінального кодексу УРСР на підставі свідчень (скоріше за все у буквальному розумінні цього слова «вибитих») відомого українського етнолога і фольклориста А. І. Онищука, який у цей час опинився у лабетах НКВД. Він зізнався у тім, що залучив Б. Л. Луговського «в контрреволюционную организацию, возглавляемую академиком Грушевским. Впоследствии Луговский был передан Онищуком Грушевскому для непосредственной контрреволюционной связи. Луговский по поручению Грушевского создал на Черниговщине контрреволюционную организацию и руководил ею».
Розпочались виснажливі допити. Б. Л. Луговський категорично відмовлявся давати будь-які свідчення і відповідати на питання слідчого. 30 вересня 1937 р. він опинився у психіатричній лікарні, але за кілька днів лікарі вивели Б. Л. Луговського з «реактивного состояния» і визнали його «ответственным за свои поступки».
У середині жовтня приступи хвороби відновились, але адміністрація в'язниці стверджувала, що Б. Л. Луговський симулює божевілля… Зрештою сталася трагедія — за нез'ясованих обставин він покінчив життя самогубством (начебто повісився в камері).

## Доробок
Завдяки його зусиллям фонди музею збагатилися численними етнографічними матеріалами. Фольклорно-етнографічні студії Б. Луговського присвячені творчості місцевих народних співців — кобзарів та лірників, утаємниченим «старечим корпораціям» — «Соціальна сатира з ярмаркового старечого репертуару» (1926), «Чернігівські старці» (1927), «Автобіографічні відомості лірника Аксентія Шолоха» (1929) та ін.
Значний інтерес становили спроби комплексного фольклорно-етнографічного вивчення чернігівських ярмарків, як-от: «У десятуху» (1924), «Воздвиженський ярмарок» (1924). Водночас Б. Луговський співробітничав з Історичною секцією Всеукраїнської Академії наук, Комітетом примітивної культури та її пережитків у побуті й фольклорі України.

## Вшанування пам'яті
В Чернігові існує вулиця Бориса Луговського.